# Нижня Ланна
Ни́жня Ла́нна —  село в Україні, у Ланнівській сільській громаді Полтавського району Полтавської області. Населення становить 954 особи. Орган місцевого самоврядування — Ланнівська сільська рада. 

## Історія
Перша згадка про село Нижня Ланна Карлівської волості датована 1817 роком.
У Державному архіві Полтавської області зберігається «Отчет Константиноградской уездной земской управы за 1901 год»
12 червня 2020 року, відповідно до розпорядження Кабінету Міністрів України № 721-р «Про визначення адміністративних центрів та затвердження територій територіальних громад Полтавської області», село увійшло до складу Ланнівської сільської громади.
19 липня 2020 року, в результаті адміністративно - територіальної реформи та ліквідації Карлівського району, село увійшло до складу новоутвореного Полтавського району Полтавської області.

## Географія
Село Нижня Ланна знаходиться на лівому березі річки Ланна, вище за течією на відстані 1 км і на протилежному березі розташоване село Редути, нижче за течією на відстані 4,5 км розташоване село Федорівка. Річка в цьому місці звивиста, утворює лимани, стариці та заболочені озера. Поруч проходить залізниця, станція Ланна за 1,5 км.

## Відомі люди
- Анатолій Василенко — народний художник України, графік, оформлювач дитячих книжок.
- Чухрай Олексій Іванович — заслужений діяч мистецтв України, член Національної Спілки композиторів України. У рідному селі він вперше взяв до рук баян.
- Мирошниченко Віктор Петрович — командир 76-го окремого будівельного дорожнього залізничного батальйону(Західний фронт), сержант, Герой Радянського Союзу (1942).